# Близнец
Близнец е село в Югоизточна България. То се намира в община Твърдица, област Сливен.

## География
Село Близнец е разположено върху полите на рида Кара баир, и в южните склонове на планината Меджерлик. През зимата Стара планина спира студените ветрове от север, а през лятото по течението на река Тунджа, която отстои само на 1 километър в южна посока, се носи прохладата на дъбовите гори на Средна гора. Релефът е полупланински, почвите песъкливо-глинести, климатът е умерено континентален.
Намира се на около 200 метра надморска височина. Средната годишна температура е 15 градуса, зимата 1 градус, а лятото е 25 градуса. Землището на селото обхваща 6000 декара. Около 3000 декара е гора. Обработваемата земя е 2500 декара. Около 200 декара са прасковените градини.

## Селото днес
Днес селото наброява 90 души. Има самостоятелно кметство и поща. Земеделска кооперация, която отглежда жито, ечемик, овошки (праскови, лозя и др.).
В центъра на селото има шадраван и спирка за автобусите. Площадът е ограден с декоративна ограда. Между кметството и читалището има малък, но красив парк, а в долната му част има и футболно игрище.

## Редовни събития
Ежегодно на 12 май на лобното място на Стоил войвода, източно от селото се организира поклонение в негова памет и в памет на четата му.

## Личности
Родени в Близнец
- Стайко Неделчев (1914 – ?), дипломат и бивш кмет на Бургас